# Liste der Kulturgüter in Obermumpf
Die Liste der Kulturgüter in Obermumpf enthält alle Objekte in der Gemeinde Obermumpf im Kanton Aargau, die gemäss der Haager Konvention zum Schutz von Kulturgut bei bewaffneten Konflikten, dem Bundesgesetz vom 20. Juni 2014 über den Schutz der Kulturgüter bei bewaffneten Konflikten sowie der Verordnung vom 29. Oktober 2014 über den Schutz der Kulturgüter bei bewaffneten Konflikten unter Schutz stehen.
Objekte der Kategorie A sind im Gemeindegebiet nicht ausgewiesen, Objekte der Kategorie B sind vollständig in der Liste enthalten, Objekte der Kategorie C fehlen zurzeit (Stand: 1. Januar 2023).

## Kulturgüter
| Foto | | Objekt                                                                        | Kat. | Typ | Standort                       | Beschreibung |
| ---- | --- | ----------------------------------------------------------------------------- | ---- | --- | ------------------------------ | ------------ |
| ja   | Datei hochladen · Wikidata zu Christkatholische Pfarrkirche (Q15129771)                                  | Kirche und christkatholisches Pfarrhaus KGS-Nr.: 15645                        | B    | G   | Schloss 1.1, 1 637275 / 264513 |              |
| BW   | Datei hochladen · Wikidata zu Mumpfer Fluh; befestigte Siedlungsstelle mit Abschnittsgräben (Q105758310) | Mumpfer Fluh (befestigte Siedlungsstelle mit Abschnittsgräben) KGS-Nr.: 15647 | B    | F   | 637101 / 265740                |              |